# HD 118889
Désignations
HD 118889 est une étoile binaire de la constellation du Bouvier. Elle est faiblement visible à l'œil nu avec une magnitude apparente combinée de 5,57. Le système est situé à une distance d'environ 196 al du Soleil sur la base de la mesure de sa parallaxe annuelle. Il se rapproche du Système solaire avec une vitesse radiale de −26 km/s.
Les composants du système ont été mesurés pour la première fois par Sherburne Wesley Burnham en 1878 et on lui a donné le code de découverte de BU 612. La paire est en orbite avec une période de révolution de 22,46 ans avec une excentricité orbitale de 0,545. Le composant principal est une étoile de magnitude 6,35 avec un type spectral F0V, correspondant à une étoile jaune-blanc de la séquence principale. Son âge est estimé à 718 Ma et elle tourne rapidement sur elle-même avec une vitesse de rotation projetée de 144 km/s. L'étoile fait 1,4 à 1,9 fois la masse du Soleil. Le composant secondaire est légèrement plus faible, brillant d'une magnitude de 6,47.